# Ependes (Friburgo)
Ependes (toponimo francese; in tedesco Spinz, desueto) è un comune svizzero di 1 111 abitanti del Canton Friburgo, nel distretto della Sarine.

## Storia
Il 1º gennaio 1977 ha inglobato il comune soppresso di Sales.

## Monumenti e luoghi d'interesse

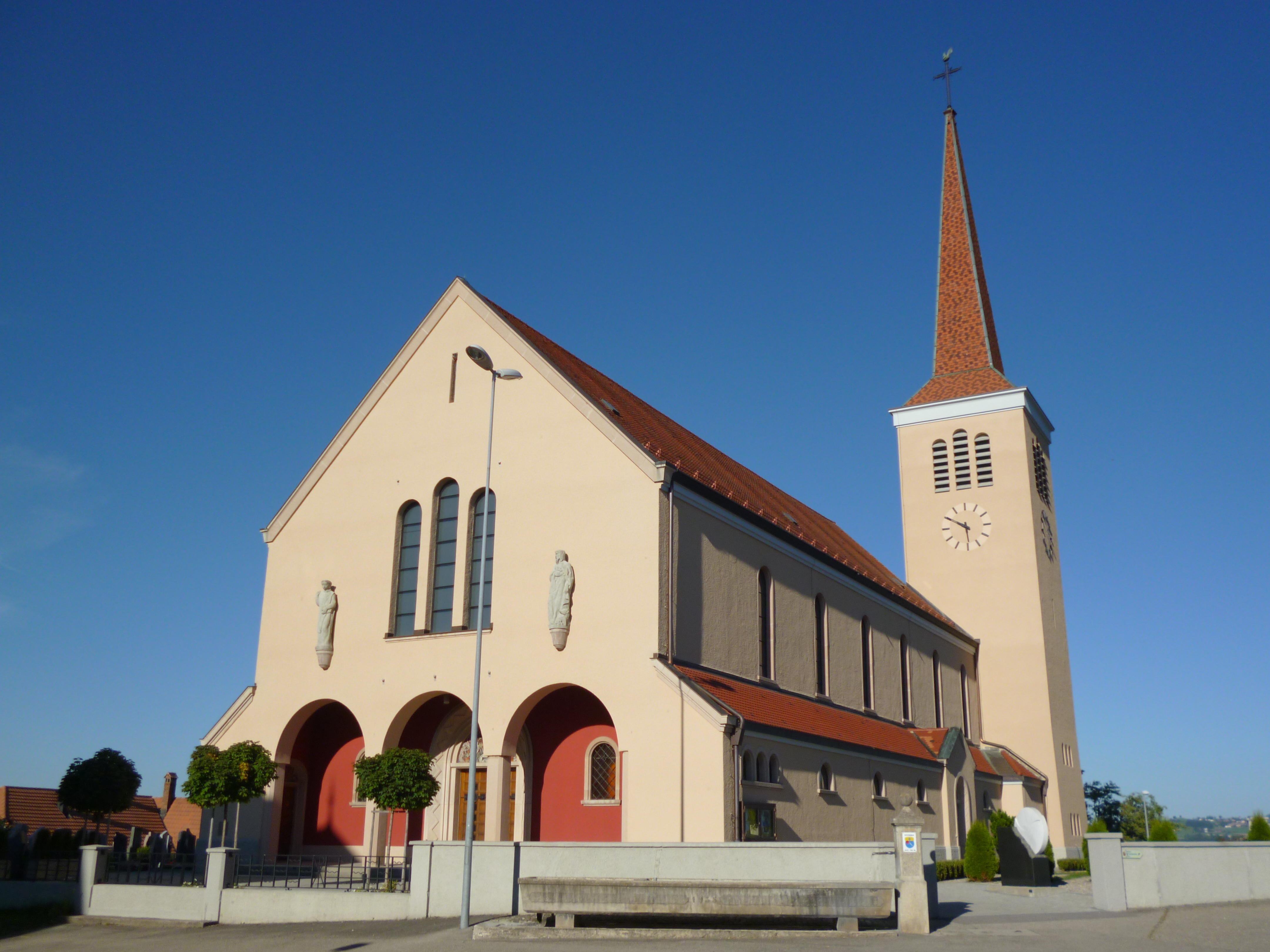
La chiesa cattolica di Santo Stefano

- Chiesa cattolica di Santo Stefano, attestata dal 1417 e ricostruita nel XVII secolo e nel 1935[1];
- Osservatorio di Ependes, eretto nel 1977[1].

## Società

### Evoluzione demografica
L'evoluzione demografica è riportata nella seguente tabella:
Abitanti censiti

## Amministrazione
Ogni famiglia originaria del luogo fa parte del comune patriziale che ha la responsabilità della manutenzione di ogni bene comune.